# Aleksander Šeliga
Aleksander Šeliga (* 1. února 1980, Celje) je slovinský fotbalový brankář. V současnosti působí ve slovinském klubu NK Olimpija Ljubljana.

## Klubová kariéra
Jeho předchozími týmy byly slovinské Kovinar Štore (1992–1995) a CMC Publikum Celje (1995–2005). Do Slavie Praha přestoupil v létě 2005 a v Gambrinus lize debutoval střídáním po vyloučení Matúše Kozáčika v zápase proti Slovácku 6. listopadu. Za Slavii také nastoupil v evropských pohárech, když 15. prosince v utkání Poháru UEFA s Hamburgerem SV opět střídal po vyloučení Matúše Kozáčika; v tomto utkání navíc bezprostředně zneškodnil penaltu, nařízenou právě po Kozáčikovu vyloučení. Jinak se ale neprosadil a vrátil se tak do svého mateřského týmu, NK Celje. V roce 2009 přestoupil do nizozemské Sparty Rotterdam, ovšem na podzim 2011 se vrátil do Slovinska, tentokrát do NK Olimpija Ljubljana.
K jeho největším fotbalovým úspěchům patří výhra slovinského poháru s CMC Publikum Celje v roce 2005 a zařazení do širšího kádru slovinské reprezentace.